# Каїн і Авель (Доктор Хаус)
«Каїн і Авель» (англ. Cane and Able)  — друга серія третього сезону американського телесеріалу «Доктор Хаус». Прем'єра епізоду проходила на каналі FOX 12 вересня 2006. Доктор Хаус і його команда мають врятувати 7-річного хлопчика, який бачить прибульців.

## Сюжет
7-річний хлопчик Кленсі вірить в прибульців і одного вечора в нього починається галюцинація викрадення. Наступного ранку його батьки знаходять його на своєму подвір'ї з ректальною кровотечею. До Хауса знову повертається біль у нозі, але він намагається приховати це. В лікарні команда ознайомлює Хауса зі справою: хлопчик зачатий в пробірці, в три роки мав перелом правої руки, в п'ять хворів на вітрянку, має всі щеплення, вірить в НЛО. Хаус вважає, що у Кленсі проблема зі згортанням крові. Він дає розпорядження зробити колоноскопію і гастроскопію. Через деякий час Чейз повідомляє Хаусу, що кров згортається нормально, а обидві ендоскопії чисті. Проте Хаус впевнений, що у пацієнта проблеми зі згортанням крові. Він вважає, що Чейз помилився і наказує Форману повторити тест. Форман виявив проблеми зі згортанням, але Чейз впевнений, що він не помилявся.
Вночі Чейз заходить до палати Кленсі, але не знаходить його там. Він знаходить хлопчика в іншій кімнаті. Кленсі намагався вирізати зі своєї шиї металевий чип, який помістили туди прибульці. Чейз намагається зупинити кровотечу і помічає, що у шиї Кленсі справді є щось металеве. Після видалення спеціалісти визначають, що це титан. Також Хаус хоче, щоб пацієнту ще раз зробили аналіз на згортання крові. Кленсі не сплив кров'ю, коли витягав з себе шматочок металу, а це значить, що згортання крові нормальне. Отже, Форман, а не Чейз, помилився з аналізами. Тим часом Кемерон заходить в кабінет для приймання хворих і бачить там Річарда МакНіла (паралізований чоловік з минулої серії). Вона обурена тим, що Кадді не сказала Хауса, що його діагноз правильний. Невдовзі, коли Чейз брав аналіз крові, у Кленсі почалась нова галюцинація і набряк легенів. Хлопчика переводять в інтенсивну терапію. Кемерон і Форман повідомляють Хаусу і Чейзу, що знову виявлено порушення зі згортанням крові. Кемерон думає, що у пацієнта хвороба Вілла Лебранта. Якщо у людини з цією хворобою підвищується тиск, то його кров згортається нормально, хоч насправді є порушення. Команда вважає, що у хлопчика проблема з серцем і просять батьків зробити транс стравохідну кардіографію.
На відео кардіографії Хаус помічає, що кілька тисяч міоцидів просто застили. Кадді просить Хауса зробити томографію, щоб перевірити — болі в нозі від депресії (яку викликала справа з Річардом МакНілом), чи від того, що нога справді починає боліти. Хаус відмовляється. Команда повідомляє його, що ДНК біопсії серця не збігається з ДНК самого хлопчика. Команді потрібно визначити які саме міоциди мутували. Кемерон пропонує ввести в організм хлопчика чужу ДНК. Вона насяде на мутуючі міоциди і почне світитися. Кемерон знаходить три мутуючі ділянки, після чого хірурги видаляють їх і замінюють на природні для Кленсі. Хлопчик видужує і його мають виписати. Вілсон дає Хаусу вікодин і просить його знову бігати, щоб пройти реабілітацію, але Хаус не бере пігулки. Тим часом, вночі, у Кленсі знову галюцинує. Форман перевіряє мозок, але не знаходить жодних порушень. Хаус здається і наказує команді виписати пацієнта. Кемерон розповідає про це Кадді і та наважується сказати Хаусу, що у Річарда справді була хвороба Едісона. Хаус нейтрально поставився до цієї новини, але під час розмови він зрозумів як у одній людині може бути ДНК двох. Під час штучного запліднення два сперматозоїда утворили один. Щоб "вбити невидимого братика" Кленсі Хаус пропонує батькам зробити операцію на мозку і видалити нейрони "братика". Операція проходить вдало і Кленсі позбувається "надокучливого братика".
Серія закінчується картиною, в якій Хаус дістає свій ціпок з шафи.